# همسر سفیدپوش… عاشق آتشین‌مزاج
همسر سفیدپوش… عاشق آتشین‌مزاج (ایتالیایی: La moglie in bianco... l'amante al pepe) یک کمدی سکسی سبک ایتالیایی به کارگردانی میکله ماسیمو تارنتینی است که در سال ۱۹۸۰ منتشر شد.

## بازیگران
- لینو بانفی
- پاملا پراتی
- راف بالتاساره
- نیه‌بس ناوارو
- برونو مینیتی
- ماریسا پورسل